# Blue brown-eyed lady
Blue brown-eyed lady is een lied van Jack Jersey uit 1976. Hij schreef het zelf en bracht het uit op een single met You're the only reason op de B-kant. Daarnaast verscheen het in 1977 op zijn album Forever. De single bereikte de hitlijsten in Nederland en België.
Het lied is in het Engels geschreven met af en toe een Spaanse regel erdoorheen. Hij staat op het punt de zee over te reizen en vraagt Maria niet te huilen.

## Hitnoteringen

### Nederland
| Blue brown-eyed lady in de Nederlandse Top 40 van 4-9-1976 t/m 13-11-1976 | Blue brown-eyed lady in de Nederlandse Top 40 van 4-9-1976 t/m 13-11-1976 | Blue brown-eyed lady in de Nederlandse Top 40 van 4-9-1976 t/m 13-11-1976 | Blue brown-eyed lady in de Nederlandse Top 40 van 4-9-1976 t/m 13-11-1976 | Blue brown-eyed lady in de Nederlandse Top 40 van 4-9-1976 t/m 13-11-1976 | Blue brown-eyed lady in de Nederlandse Top 40 van 4-9-1976 t/m 13-11-1976 | Blue brown-eyed lady in de Nederlandse Top 40 van 4-9-1976 t/m 13-11-1976 | Blue brown-eyed lady in de Nederlandse Top 40 van 4-9-1976 t/m 13-11-1976 | Blue brown-eyed lady in de Nederlandse Top 40 van 4-9-1976 t/m 13-11-1976 | Blue brown-eyed lady in de Nederlandse Top 40 van 4-9-1976 t/m 13-11-1976 | Blue brown-eyed lady in de Nederlandse Top 40 van 4-9-1976 t/m 13-11-1976 | Blue brown-eyed lady in de Nederlandse Top 40 van 4-9-1976 t/m 13-11-1976 | Blue brown-eyed lady in de Nederlandse Top 40 van 4-9-1976 t/m 13-11-1976 |
| Week                                                                      | 1                                                                         | 2                                                                         | 3                                                                         | 4                                                                         | 5                                                                         | 6                                                                         | 7                                                                         | 8                                                                         | 9                                                                         | 10                                                                        | 11                                                                        |                                                                           |
| ------------------------------------------------------------------------- | ------------------------------------------------------------------------- | ------------------------------------------------------------------------- | ------------------------------------------------------------------------- | ------------------------------------------------------------------------- | ------------------------------------------------------------------------- | ------------------------------------------------------------------------- | ------------------------------------------------------------------------- | ------------------------------------------------------------------------- | ------------------------------------------------------------------------- | ------------------------------------------------------------------------- | ------------------------------------------------------------------------- | ------------------------------------------------------------------------- |
| Positie                                                                   | 33                                                                        | 23                                                                        | 16                                                                        | 10                                                                        | 7                                                                         | 6                                                                         | 9                                                                         | 13                                                                        | 19                                                                        | 30                                                                        | 37                                                                        | uit                                                                       |

| Blue brown-eyed lady in de Nationale Hitparade van 11-9-1976 t/m 30-10-1976 | Blue brown-eyed lady in de Nationale Hitparade van 11-9-1976 t/m 30-10-1976 | Blue brown-eyed lady in de Nationale Hitparade van 11-9-1976 t/m 30-10-1976 | Blue brown-eyed lady in de Nationale Hitparade van 11-9-1976 t/m 30-10-1976 | Blue brown-eyed lady in de Nationale Hitparade van 11-9-1976 t/m 30-10-1976 | Blue brown-eyed lady in de Nationale Hitparade van 11-9-1976 t/m 30-10-1976 | Blue brown-eyed lady in de Nationale Hitparade van 11-9-1976 t/m 30-10-1976 | Blue brown-eyed lady in de Nationale Hitparade van 11-9-1976 t/m 30-10-1976 | Blue brown-eyed lady in de Nationale Hitparade van 11-9-1976 t/m 30-10-1976 | Blue brown-eyed lady in de Nationale Hitparade van 11-9-1976 t/m 30-10-1976 |
| Week                                                                        | 1                                                                           | 2                                                                           | 3                                                                           | 4                                                                           | 5                                                                           | 6                                                                           | 7                                                                           | 8                                                                           |                                                                             |
| --------------------------------------------------------------------------- | --------------------------------------------------------------------------- | --------------------------------------------------------------------------- | --------------------------------------------------------------------------- | --------------------------------------------------------------------------- | --------------------------------------------------------------------------- | --------------------------------------------------------------------------- | --------------------------------------------------------------------------- | --------------------------------------------------------------------------- | --------------------------------------------------------------------------- |
| Positie                                                                     | 24                                                                          | 17                                                                          | 12                                                                          | 8                                                                           | 6                                                                           | 9                                                                           | 14                                                                          | 24                                                                          | uit                                                                         |

### Vlaanderen
In de Top 30 van de BRT stond de single 11 weken genoteerd en bereikte het nummer 4 als hoogste notering. In de Ultratop 30 kende het de volgende noteringen:
| Blue brown-eyed lady in de Vlaamse Ultratop 30 van 25-9-1976 t/m 4-12-1976 | Blue brown-eyed lady in de Vlaamse Ultratop 30 van 25-9-1976 t/m 4-12-1976 | Blue brown-eyed lady in de Vlaamse Ultratop 30 van 25-9-1976 t/m 4-12-1976 | Blue brown-eyed lady in de Vlaamse Ultratop 30 van 25-9-1976 t/m 4-12-1976 | Blue brown-eyed lady in de Vlaamse Ultratop 30 van 25-9-1976 t/m 4-12-1976 | Blue brown-eyed lady in de Vlaamse Ultratop 30 van 25-9-1976 t/m 4-12-1976 | Blue brown-eyed lady in de Vlaamse Ultratop 30 van 25-9-1976 t/m 4-12-1976 | Blue brown-eyed lady in de Vlaamse Ultratop 30 van 25-9-1976 t/m 4-12-1976 | Blue brown-eyed lady in de Vlaamse Ultratop 30 van 25-9-1976 t/m 4-12-1976 | Blue brown-eyed lady in de Vlaamse Ultratop 30 van 25-9-1976 t/m 4-12-1976 | Blue brown-eyed lady in de Vlaamse Ultratop 30 van 25-9-1976 t/m 4-12-1976 | Blue brown-eyed lady in de Vlaamse Ultratop 30 van 25-9-1976 t/m 4-12-1976 | Blue brown-eyed lady in de Vlaamse Ultratop 30 van 25-9-1976 t/m 4-12-1976 |
| Week                                                                       | 1                                                                          | 2                                                                          | 3                                                                          | 4                                                                          | 5                                                                          | 6                                                                          | 7                                                                          | 8                                                                          | 9                                                                          | 10                                                                         | 11                                                                         |                                                                            |
| -------------------------------------------------------------------------- | -------------------------------------------------------------------------- | -------------------------------------------------------------------------- | -------------------------------------------------------------------------- | -------------------------------------------------------------------------- | -------------------------------------------------------------------------- | -------------------------------------------------------------------------- | -------------------------------------------------------------------------- | -------------------------------------------------------------------------- | -------------------------------------------------------------------------- | -------------------------------------------------------------------------- | -------------------------------------------------------------------------- | -------------------------------------------------------------------------- |
| Positie                                                                    | 14                                                                         | 13                                                                         | 13                                                                         | 9                                                                          | 9                                                                          | 6                                                                          | 6                                                                          | 10                                                                         | 17                                                                         | 22                                                                         | 30                                                                         | uit                                                                        |